# Reststelsel
In de elementaire getaltheorie is een reststelsel of restsysteem modulo het positieve gehele getal {\displaystyle n} een verzameling getallen uit verschillende restklassen modulo {\displaystyle n}. Een reststelsel bestaat dus uit een aantal getallen waarvan er geen twee congruent zijn modulo {\displaystyle n}.
Er wordt verschil gemaakt tussen volledige reststelsels en gereduceerde reststelsels.

## Volledig reststelsel
Een reststelsel {\displaystyle R} heet een volledig reststelsel modulo {\displaystyle n} als het stelsel van iedere restklasse een element bevat. Een volledig reststelsel heeft dus precies {\displaystyle n} elementen.

## Gereduceerd reststelsel
Een reststelsel {\displaystyle R} heet een gereduceerd reststelsel als het bestaat uit getallen die met {\displaystyle n} relatief priem zijn. Het aantal elementen is gelijk aan {\displaystyle \varphi (n)}. Dus:
1. {\displaystyle {\rm {ggd}}(x,n)=1} voor elke {\displaystyle x\in R};
2. {\displaystyle |R|=\varphi (n)};
3. Geen twee elementen van {\displaystyle R} zijn congruent modulo {\displaystyle n}.

Hierin is {\displaystyle \varphi } de indicator- of totientfunctie.
Een dergelijk gereduceerd reststelsel modulo {\displaystyle n} ontstaat uit een volledig reststelsel door alle getallen die niet relatief priem zijn met {\displaystyle n} weg te laten. 

## Voorbeeld
Een volledig reststelsel modulo 12 is bijvoorbeeld  {0, 1, 2, 3, 4, 5, 6, 7, 8, 9, 10, 11}. Daarin zijn 1, 5, 7 en 11 de enige getallen die relatief priem zijn met 12. Zij vormen een gereduceerd reststelsel modulo 12: {1,5,7,11}. De kardinaliteit van dit stelsel is 4 en gelijk aan de indicator van 12: {\displaystyle \varphi (12)=4}. 
Andere gereduceerde reststelsels modulo 12 zijn { 13, 17, 19, 23 } en { - 11, -7, -5, -1 }.

## Eigenschappen
Als {\displaystyle R=\{x_{1},x_{2},\ldots ,x_{\varphi (n)}\}\ {\text{mod}}\ n} een gereduceerd reststelsel is en {\displaystyle n>2}, dan is 
{\displaystyle \sum _{i=1}^{\varphi (n)}x_{i}\equiv 0\quad {\text{mod}}\ n}.
Ieder getal in een gereduceerd reststelsel modulo {\displaystyle n} is een voortbrenger van de additieve groep van gehele getallen modulo {\displaystyle n}.

## Websites
- MathWorld. Reduced residu systeem.